# Эфемероиды
Эфемеро́иды — экологическая группа многолетних травянистых растений с очень коротким вегетационным периодом, приходящимся на наиболее благоприятное время года.
Период вегетации эфемероидов может приходиться на раннюю весну (различные виды тюльпана, крокусы, пролеска, ветреница, хохлатка, вероника весенняя, гусиный лук жёлтый и др.), или на осень (безвременник).
После образования плодов жизненные процессы приостанавливаются, а надземная часть растения полностью отмирает. Однако оно не погибает, так как остаются подземные органы (луковицы, клубни или корневища), в которых за период вегетации был накоплен запас питательных веществ. В более благоприятный для растения период вегетация возобновляется.
Не следует путать эфемероиды (многолетние растения) с эфемерами — растениями также с очень коротким вегетационным периодом, но однолетними.
|                                  |  |                                          |  |                                 |  |                                   |  |
| Гусиный лук жёлтый (Gagea lutea) |  | Кандык сибирский (Erythronium sibiricum) |  | Мятлик луковичный (Poa bulbosa) |  | Адонис весенний (Adonis vernalis) |  |